# Mil palabras
A Thousand Words (Mil palabras en Hispanoamérica y España) es una película de drama y comedia protagonizada por Eddie Murphy, lanzada en los cines el 9 de marzo de 2012.

## Argumento
Jack McCall (Eddie Murphy), un exitoso agente de ventas de una editorial de libros, sugiere que compren los derechos comerciales del libro de un hombre del oriente llamado Dr. Sinja (Cliff Curtis). Él mismo va a Oriente para convencerlo de patrocinar el libro, y este acepta. Satisfecho, regresa a su casa y tiene una pelea con su esposa Caroline (Kerry Washington), y en ese momento sienten un temblor y resulta que un árbol ha aparecido de repente en su patio.
El siguiente día se da cuenta de que cada vez que habla, una hoja del árbol se cae, pero no lo toma mucho en cuenta. En su oficina, su asistente Aaron (Clark Duke) le dice que el libro de Sinja es de solo 5 páginas, tras lo que él llama a Sinja y le menciona también lo del árbol. Sinja le dice que cuando el árbol no tenga hojas, él morirá. Sinja le promete investigarlo.

## Producción
La película originalmente iba a rodarse en 2008 e iba a ser patrocinada por DreamWorks y Paramount Pictures, pero se retrasó a 2011 porque el director estaba filmando Fred 2.

## Reparto
- Eddie Murphy como Jack McCall.
- Cliff Curtis como Dr. Sinja
- Clark Duke como Aaron Wisenberger.
- Kerry Washington como Caroline McCall.
- Steve Little como Co-Trabajador.
- Allison Janney como Samantha Davis.
- John Witherspoon como Blind Old Man.
- Jack McBrayer como empleado de Starbucks.
- Kayla Blake como Emily.
- Lennie Loftin como Robert Gilmore.
- Ruby Dee como Annie McCall.
- Alain Chabat como Christian Léger de la Touffe.
- Ted Kennedy como el mendigo (hombre sin hogar).

## Recepción
La película ha recibido una respuesta severa y dura de parte de los críticos de cine."A Thousand Words" actualmente tiene un índice de aprobación del 0% en Rotten Tomatoes y una opinión global basado en 53 comentarios, de los cuales, The Guardian comentó: "Todo el mundo, al parecer, concuerda en lo terriblemente fatal que es Mil Palabras." El consenso en Rotten Tomatoes es que "la eliminación de la voz de Eddie Murphy - su valor más importante en comedia - condena a este lío,  a ser doloroso desde el comienzo", y "después de haber sido promocionada cuatro años antes de su lanzamiento, sus bromas se convirtieron en anticuadas". Claudia Puig comentó en EE. UU. Hoy en día, "El concepto es poco original, los escenarios no son divertidos, y su mensaje es banal.